# 1774
1774 (MDCCLXXIV) je bilo navadno leto, ki se je po gregorijanskem koledarju začelo na soboto, po 11 dni počasnejšem julijanskem koledarju pa na sredo.

## Dogodki
- 16. februar – David Novak je napisal prvo prekmursko posvetno pesem Versus Vandalici
- 21. julij - Rusko carstvo in Osmansko cesarstvo podpišeta Kučukkajnardžijski mir

## Rojstva
- 21. april - Jean-Baptiste Biot, francoski fizik, astronom, matematik († 1862)
- 28. april - Francis Baily, angleški ljubiteljski astronom († 1844)

## Smrti
- 21. januar - Mustafa III., sultan Osmanskega cesarstva (* 1717)
- 4. februar - Charles Marie de La Condamine, francoski geograf, matematik (* 1701)
- 12. april - Réginald Outhier, francoski kartograf, opat (* 1694)
- 16. december - François Quesnay, francoski ekonomist (* 1694)